# Население Казани
Текущее население Казани составляет примерно:
- 1 308 660 человек (5-е место в России) — по итогам всероссийской переписи 2021 года[1].
- 1 329 825 чел. (5-е место в России) — зарегистрированное население на 1 января 2025 года[2].
- 1 760 000 человек — экспертная оценка численности Казанской агломерации[3], компактной пространственной группировки поселений, одной из крупнейших в России.
- По данным Татарстанстата, население Казани составляет 1 329 825 человек.

## Динамика численности населения
| 1557       | 1800       | 1811       | 1840       | 1856       | 1858       | 1863       |
| ---------- | ---------- | ---------- | ---------- | ---------- | ---------- | ---------- |
| 7000       | ↗40 000    | ↗53 900    | ↘41 300    | ↗56 300    | ↗61 000    | ↗63 100    |
| 1897       | 1907       | 1914       | 1917       | 1920       | 1923       | 1926       |
| ↗130 000   | ↗161 000   | ↗194 200   | ↗206 562   | ↘146 495   | ↗157 600   | ↗175 597   |
| 1931       | 1933       | 1937       | 1939       | 1956       | 1959       | 1962       |
| ↗200 900   | ↗258 700   | ↗358 592   | ↗398 014   | ↗565 000   | ↗646 806   | ↗711 000   |
| 1964       | 1966       | 1967       | 1970       | 1973       | 1975       | 1976       |
| ↗742 000   | ↗804 000   | ↗821 000   | ↗868 537   | ↗919 000   | ↗959 000   | →959 000   |
| 1979       | 1982       | 1985       | 1986       | 1987       | 1989       | 1990       |
| ↗992 675   | ↗1 023 000 | ↗1 051 000 | ↗1 060 000 | ↗1 068 000 | ↗1 094 378 | ↘1 094 000 |
| 1991       | 1992       | 1993       | 1994       | 1995       | 1996       | 1997       |
| ↗1 105 000 | ↘1 104 000 | ↘1 098 000 | ↘1 092 000 | ↘1 076 000 | →1 076 000 | ↗1 085 000 |
| 1998       | 1999       | 2000       | 2001       | 2002       | 2003       | 2004       |
| ↘1 078 000 | ↗1 100 800 | ↗1 101 000 | ↘1 090 200 | ↗1 105 289 | ↗1 105 300 | ↗1 106 900 |
| 2005       | 2006       | 2007       | 2008       | 2009       | 2010       | 2011       |
| ↗1 110 000 | ↗1 112 700 | ↗1 116 000 | ↗1 120 238 | ↗1 130 717 | ↗1 143 535 | ↗1 145 424 |
| 2012       | 2013       | 2014       | 2015       | 2016       | 2017       | 2018       |
| ↗1 161 308 | ↗1 176 187 | ↗1 190 850 | ↗1 205 651 | ↗1 216 965 | ↗1 231 878 | ↗1 243 500 |
| 2019       | 2020       | 2021       | 2023       | 2024       | 2025       |            |
| ↗1 251 969 | ↗1 257 391 | ↗1 308 660 | ↗1 314 685 | ↗1 318 604 | ↗1 329 825 |            |

## История

### Ханский период
Будучи основанной в качестве северо-западного форпоста булгар, Казань на протяжении долгого времени не играла весомой роли в жизни Волжской Булгарии, в связи с чем невозможно сколь-либо точно оценивать население города. Первые оценки численности населения Казани относятся к эпохе Казанского ханства: к середине XVI века в городе проживало
от ≈25 000 до 100 000 человек, преимущественно татар по национальности. Последовавшее взятие города в 1552 году сопровождалось полным разорением и депопуляцией, население Казани упало во многие разы, при этом также резко меняется и национальный состав города — он становится преимущественно русским.

### Имперский период
Согласно генералитетной переписи 1738 года в Казани проживало 192 422 человек, что больше, чем в каком-либо другом городе Империи. Однако, хотя такие утверждения встречаются в некоторых источниках, называть Казань крупнейшим городом России того времени некорректно, так как в генералитетной (генеральной) переписи население города учитывалось с уездом площадью около 5 тыс. км², к которому также относились многочисленные крестьяне из окружных сел и деревень. С некоторой натяжкой можно сказать в современных терминах, что в середине XVIII века у Казани был самый населённый метрополитенский ареал (полная городская агломерация) в Российской Империи.

### Советский период
С революцией и последовавшей за ней Гражданской войной связан ощутимый демографический провал — за 3 года население сокращается более, чем на четверть.
В дальнейшем на протяжении всего советского этапа истории Казань испытывает значительный рост. В предвоенные годы интенсивной индустриализации резкий рост был связан с созданием новых промышленных площадок в заречной и восточной частях города и командно-административным привлечением рабочей силы для их строительства и последующей работы на новых заводах и фабриках. Население города увеличилось в два раза.
В годы Великой Отечественной войны Казань приняла значительное количество эвакуированных из западных и северо-западных частей страны крупных заводов и всесоюзных научных организаций вместе с большим количеством гражданского населения. Население города возросло почти в два раза, а после войны значительная часть эвакуированных осела в Казани, увеличив итого её численность почти в полтора раза.
В последующие десятилетия серьёзный рост города продолжился за счёт урбанизации. В связи с тем, что в сельских районах ТАССР, откуда происходила основная масса миграции в город, преобладали татары, происходит выравнивание долей русского и татарского населения сначала до паритетных значений, а к концу советского периода татарская доля стала преобладать и увеличиваться в дальнейшем.
Миллионный житель города родился 16 ноября 1979 года. Вопреки бытующему даже среди некоторых казанцев убеждению, это не было достигнуто искусственно за счёт присоединения крупных посёлков-эксклавов Юдино и Дербышки, которые стали частями города ещё за 40 лет до этого.

### Современный период
Депопуляция, наблюдавшаяся с начала 1990-х годов почти во всех российских городах, включая миллионеры, в Казани практически не проявилась, и город продолжил рост. В списке российских городов по численности населения город поднялся с 10-го на 6-е место. Хотя рождаемость продолжала оставаться ниже смертности вплоть до 2009 года (когда был зафиксирован естественный прирост населения), итоговый рост населения города был связан с миграционным притоком и включением в черту города новых посёлков. При этом численность населения присоединённых территорий была около 20 тыс. чел (ок. 14 тыс. в 14 посёлках в 1998, ок. 2 тыс. в 2 посёлках в 2001, ок. 4 тыс. в 5 посёлках в 2008), а рост населения города составил 52 тыс. чел. Большее (ещё на 30 тыс. чел.) увеличение численности населения города за счёт предложенного и отстаивавшегося в 2003—2004 гг. администрацией мэра Казани Исхакова увеличения территории города за счёт присоединения Васильево и округи не состоялось ввиду того, что эти планы встретили противодействие районных властей и не были поддержаны республиканским руководством.
Согласно действующему с 2007 г. генеральному плану развития города, за счёт некоторого дальнейшего присоединения к городу новых территорий и освоения их и ранее присоединённых земель путём сооружения новых кварталов массовой многоэтажной жилой застройки и посёлков индивидуального коттеджного строительства планируется увеличение численности населения города до 1 млн. 123 тыс. в 2010 г., 1 млн. 180 тыс. в 2020 г. и 1 млн. 500 тыс. в 2050 г. В 2010 г. плановые показатели были превышены — население города составило 1 млн. 139 тыс.
Кроме того, уже частично осуществляемое и планирующееся далее фактически безразрывным разрастание Казани в западном направлении (Залесный — Ореховка — Васильево), включая начинающееся с 2012 года по соципотечной программе сооружение 100-тысячного «спального» многоэтажного города-спутника «Салават Купере» после Залесного и предполагаемое республиканскими властями в дальнейшем создание между Васильево и Зеленодольском другого города-спутника «Зелёный Дол» на 157 тыс. чел., делают возможным в будущем присоединение к Казани из её агломерации не только Ореховки, Васильево, но также и данных городов-спутников и 100-тысячного Зеленодольска.

## Рождаемость и смертность

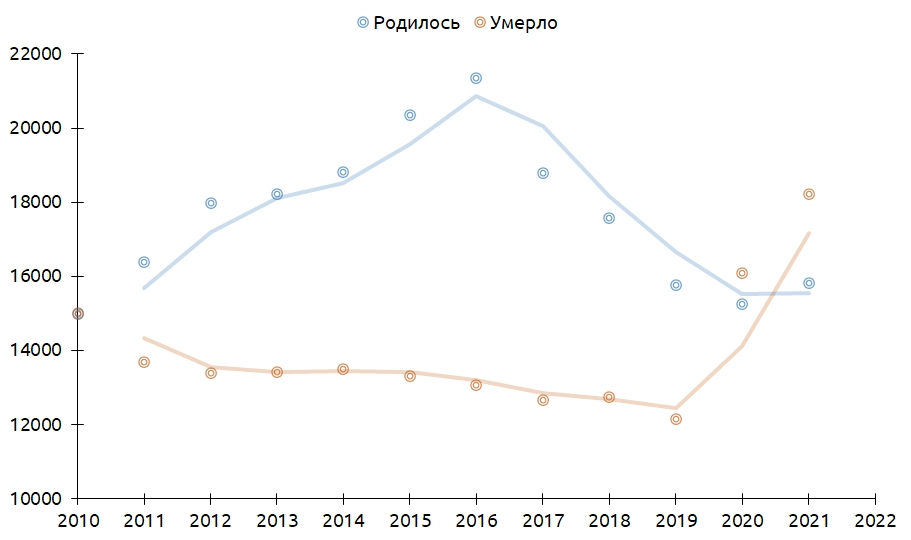
Число рождений и смертей в Казани 2010-2021 гг.

| Год  | Рождаемость | Смертность |
| ---- | ----------- | ---------- |
| 2010 | 14 983      | 15 020     |
| 2011 | 16 397      | 13 677     |
| 2012 | 17 985      | 13 406     |
| 2013 | 18 226      | 13 407     |
| 2014 | 18 804      | 13 494     |
| 2015 | 20 358      | 13 324     |
| 2016 | 21 351      | 13 075     |
| 2017 | 18 775      | 12 655     |
| 2018 | 17 566      | 12 737     |
| 2019 | 15 760      | 12 160     |
| 2020 | 15 264      | 16 095     |
| 2021 | 15 810      | 18 225     |

## Миграционный прирост
| Год  | Внутрирегиональный | Межрегиональный | Международный | Общий |
| ---- | ------------------ | --------------- | ------------- | ----- |
| 2014 | 5156               | 3635            | 700           | 9491  |
| 2015 | 1492               | 2134            | 654           | 4280  |
| 2016 | 2418               | 3109            | 1110          | 6637  |
| 2017 | 1683               | 1799            | 2020          | 5502  |
| 2018 | 1219               | 1952            | 469           | 3640  |
| 2019 | -68                | 1413            | 477           | 1822  |
| 2020 | -1590              | 2126            | 531           | 1067  |
| 2021 | -2455              | 2512            | 4190          | 4247  |

Казань характеризуется значительным миграционным приростом всех типов: внутрирегиональным, межрегиональным и международным. В 2018 году наиболее массовыми регионами, откуда наблюдался приток населения, были (кроме Татарстана): Башкортостан, Марий Эл, Ульяновская область, Кировская область и Чувашия. При этом начиная с 2019 года регистрируется формально отрицательный внутрирегиональный прирост вследствие субурбанизации — расселения казанцев в пригородные районы агломерации. Согласно оценке, в 2021 году количество горожан, переехавших в пригородный пояс, составило 7260 чел.

## Национальный состав
|  |  |

Казань является одной из самых многонациональных территорий России: представители свыше 115 национальностей проживают на территории города. По переписи населения 2021 года крупнейшей национальностью в Казани являются татары (48,83 % или 608,5 тыс. чел.), далее следуют русские (46,88 % или 584,2 тыс. чел.), чуваши (0,76 % или 9,5 тыс. чел.), узбеки (0,51 % или 6,5 тыс. чел.), таджики (0,33 % или 4,2 тыс. чел.), азербайджанцы (0,32 % или 4,1 тыс. чел.) и другие.
В Казани наблюдается сокращение доли русского населения и увеличение доли татарского населения.
По переписи населения 2010 года: русские — 48,63 %, татары — 47,55 %, чуваши — 0,79 %, украинцы — 0,42 %, марийцы — 0,32 %.
По переписи населения 1989 года: русские — 54,7 %, татары — 40,5 %, чуваши — 1,1 %, украинцы — 1,0 %.
По переписи населения 1920 года: русские — 73,95 %, татары — 19,43 %, евреи — 3,47 %, чуваши — 0,4 %.
По переписи населения 1897 года: русские — 81,7 %, татары — 15,8 %.